# Simone Berteaut
Simone Berteaut, née 29 mai 1918 à Lyon 2e et morte le 30 mai 1975 à Prunay-le-Gillon  (Eure-et-Loir), est une autrice française. Elle est connue pour avoir été une amie proche d’Édith Piaf tout au long de sa vie. On la connaît principalement sous le surnom de « Momone ».

## Biographie

### Enfance
Fille de Pierre Berteaut et Carole Hansort, elle fait partie d’une famille de neuf enfants. Elle vit une enfance difficile, misérable et délaissée. Lorsqu’elle rencontre Édith Piaf, elle habite chez sa mère qui est concierge à Ménilmontant, dans le 20e arrondissement de Paris.

### Simone Berteaut et Édith Piaf

#### Rencontre et jeunes années
Simone Berteaut raconte qu’Édith signa un contrat avec Carole Hansort, lui assurant « un salaire de 15 francs par jour, nourrie et logée » pour garder Simone à ses côtés - somme qui sera remise, les premiers temps, quotidiennement à la mère de Simone, puis moins fréquemment et plus du tout. Après leur rencontre, Simone Berteaut et Édith Piaf commencèrent à chanter en duo dans les rues aux âges respectifs de douze ans et demi et quinze ans. Alors qu’Édith Piaf chantait, Simone Berteaut faisait la quête. Elles vivent de l’argent qu’elles gagnent en chantant dans les cours d'immeubles et dans les rues, dans les quartiers ouvriers le week-end et chics la semaine. À cette époque, elles vivent dans la même chambre, partageant le même lit. Elles vécurent avec la fille d'Édith Piaf, Marcelle, surnommée « Cécelle », qui succomba d'une méningite foudroyante à l'âge de deux ans et demi. Elles redescendent dans la rue, Édith guidant Momone pour obtenir plus d'argent, en accentuant une attitude pitoyable (dos voûté, tête incliné, air triste) qui émeut le passant pendant qu'elle chante les mains dans le dos. Elles garderont ce mode de vie, expérimentant et partageant une mauvaise tendance pour l’alcool et le tabac jusqu’en 1937. 
En 1942, elles vécurent au troisième étage d'un hôtel particulier, rue Villejust (aujourd'hui rue Paul-Valéry), dont les premier et deuxième étages sont un lupanar du nom de l'« Étoile de Kléber ». On y croise la clientèle du quartier le plus chic de Paris, notamment des officiers allemands et des collaborateurs œuvrant non loin, au siège de la Gestapo, 92, rue Lauriston,. Là, le marché noir permet aux résidents comme aux clients de consommer du caviar et de boire du champagne.

#### Simone Berteaut, «l’ange noir»
Elle est désignée comme la sœur « adoptive », « l’ange noir » d’Édith Piaf. Elle est parfois présentée comme sa demi-sœur mais cela ne correspond pas aux faits. C’est elle qui fournira Édith en morphine et lui apportera sa dose quotidienne. Elles vivent une relation tumultueuse et se séparent à plusieurs reprises.

### Publications
Simone Berteaut publia deux livres après la mort d'Édith Piaf. Le premier s'intitule Piaf : récit (Robert Laffont, Paris, 1969). Cet ouvrage n'a pas du tout plu à Denise Gassion, la demi-sœur d'Édith, surtout parce qu'en tant que « frangine », elle lui usurperait sa place de sœur et qu'elle y dit beaucoup de mal de son amie. C’est sur ce livre qu’est basé le film Piaf, sorti en 1974, réalisé par Guy Casaril et écrit par Marc Behm. Et le second s'intitule Momone : récit (Robert Laffont, Paris, 1972).